# Wim van der Voort
Willem „Wim“ van der Voort (24. března 1923 's-Gravenzande – 23. října 2016 Delft) byl nizozemský rychlobruslař.
Na Mistrovství Evropy debutoval v roce 1948 desátým místem, o rok později poprvé startoval na Mistrovství světa (11. místo). Prvního velkého úspěchu dosáhl v roce 1951, kdy získal stříbrnou medaili na evropském šampionátu. O rok později se zúčastnil Zimních olympijských her, kde si dobruslil pro stříbro na trati 1500 m, dále byl v závodě na 500 m devatenáctý a na pětikilometrové distanci pátý. Dařilo se mu i v další sezóně, tehdy vybojoval stříbrnou medaili na evropském a bronzovou medaili na světovém šampionátu. Poslední velký mezinárodní závod absolvoval v roce 1954 (osmé místo na Mistrovství Evropy), v dalších dvou letech již startoval pouze na nizozemských šampionátech.